# Iota subscriptum

Altgriechisches Wort ᾠδῇ, Dativ Singular zu ᾠδή „Gesang, Lied, Ode“, mit zwei farblich hervorgehobenen Iota subscripta

Das Iota subscriptum (lateinisch, „untergeschriebenes Iota“; griechisch ὑπογεγραμμένη hypogegramménē „[die] Daruntergeschriebene“) ist ein diakritisches Zeichen in der polytonischen Schreibart der griechischen Schrift. Es hat die Form des kleinen Buchstaben Iota (ι), der unter ein Alpha, Eta oder Omega gesetzt wird:

ᾳ – ῃ – ῳ
Bei Großbuchstaben vermeidet man das Iota subscriptum und setzt das Iota stattdessen meist als Iota adscriptum neben den vorangehenden Vokal (Αι, Ηι, Ωι). Das Iota adscriptum ist daran zu erkennen, dass Akzente und Spiritus nicht wie bei Diphthongen auf dem zweiten Vokal, hier dem Iota, sondern vor dem ersten Vokal stehen (z. B. bei „Hades“: Ἅιδης, zu unterscheiden von der unkontrahierten poetischen Form Ἁΐδης).
In archaischer und klassischer Zeit verfügte die altgriechische Sprache über die Langdiphthonge āi, ēi und ōi, die αι, ηι und ωι geschrieben wurden. Dass das ῳ noch im Frühhellenismus als Diphthong gesprochen wurde, zeigt sich daran, dass das griechische Wort τραγῳδία als tragoedia ins Lateinische übernommen wurde (analog für das Paar κωμῳδία/comoedia). Seit dem 2. Jahrhundert v. Chr. verstummte der zweite Bestandteil des Diphthongs offenbar und wurde auch in der Schrift immer öfter weggelassen, verschwand aber infolge attizistischer Strömungen nie ganz aus der orthographischen Tradition. Im 12. Jahrhundert entwickelte sich in der byzantinischen Minuskelschrift der Brauch, dieses Iota als kleinen Strich unter den vorangehenden Buchstaben zu setzen.
Heute wird in den meisten Textausgaben das Iota subscriptum gesetzt, in der gängigen Schulaussprache des Altgriechischen wird das i nicht gesprochen. Bei der alphabetischen Anordnung (z. B. in Wörterbüchern) wird es nicht mitgezählt. Bei der Transkription altgriechischer Wörter wird es meist ausgelassen (z. B. τραγῳδία: tragōdia statt tragōidia). Einzig in der wissenschaftlichen Transliteration wird es durch ein j oder einen untergesetzten Punkt wiedergegeben.
Im Neugriechischen wurde das Iota subscriptum – ebenso wie Gravis, Zirkumflex, Spiritus asper (rauer Hauchlaut) und Spiritus lenis (leichter Hauchlaut) – während der Sprachreform von 1982 beseitigt, nachdem die Katharevousa von der Dimotiki als Amtssprache abgelöst wurde. Das Iota adscriptum war im neugriechischen Sprachgebrauch schon gar nicht vertreten.